# ГЕС Козяк
ГЕС Козяк (мак. ХЄЦ Козјак) — гідроелектростанція у Північній Македонії, споруджена на річці Треска. Розташована за 25 км від впадіння Трески у Вардар, за 16 км вище іншої ГЕС Матка.

## Опис
Основу електростанції становлять дві турбіни Френсіса: номінальна потужність кожної становить 41 МВт.  При напорі у 95 метрів вони забезпечують річне виробництво на рівні 130 млн кВт-год. Штучне озеро має довжину 32 км і максимальну глибину 130 м, максимальний рівень підйому води в озері — 469,9 м. Об'єм води — 380 млн кубометрів. Риба в озері не водиться.

### Особливості
Окрім протипаводкових та гідроенергетичних функцій, гребля запланована з можливістю подачі ресурсу для іригації долини Скопське Поле та постачання технічної води промисловості Скоп'є.

## Історія

### Будівництво

#### Передумови
Плани спорудження великої греблі на Тресці вперше виникли після катастрофічної повені 1962 року, яка вразила столицю Македонії Скоп'є.

#### Фінансування
Будівництво греблі велося з серпня 1994 по 2000 роки, його вартість склала 173 мільйони доларів США. Спочатку будівництво організувала провладна партія Соціал-демократичний союз Македонії, яка взяла кредит на суму в 93 мільйони доларів США зі ставкою у 8 %. Був підписаний договір з китайською компанією «Хайнань» про допомогу в будівництві електростанції, проте компанія збанкрутувала досить швидко, а її директор потрапив до в'язниці. Будівництво виявилося під загрозою зриву, але становище врятувала партія ВМРО-ДПМНЄ, яка надала до 70 % коштів, необхідних для зведення електростанції.

#### Процес будівництва
З 1996 по 1998 роки під час правління Соціал-демократичного союзу велися підготовчі роботи, що включали в себе закупівлю і установку всього електротехнічного обладнання. Заповнення резервуару почалося в травні 2003 року, обидва електрогенератора були введені в експлуатацію в липні і вересні 2004 року відповідно. Будівництво вели македонська компанія Елем і китайська CWE.

### Поточна діяльність

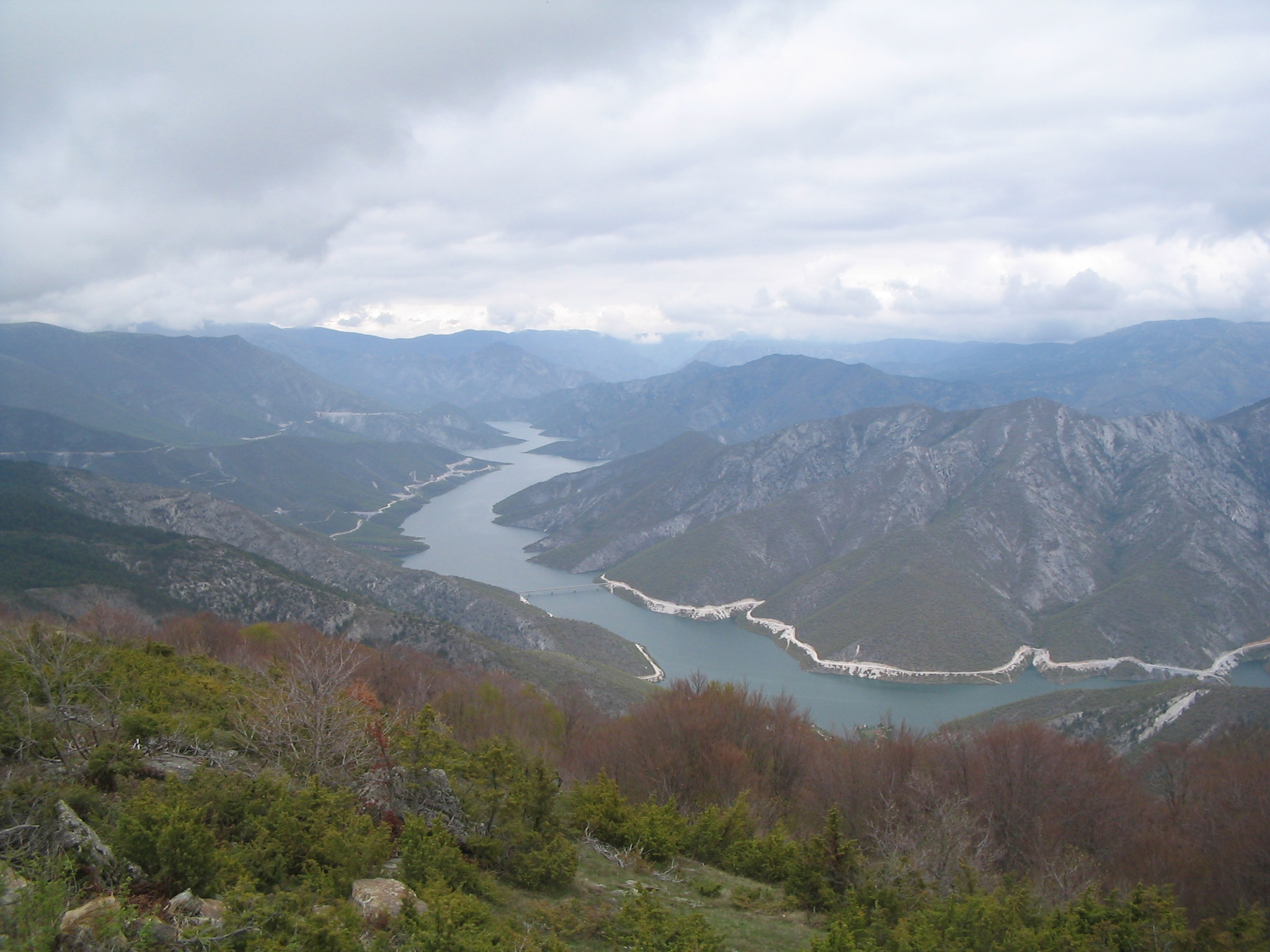
Штучне озеро Козяк

Перший плановий ремонт обладнання відбувся тільки в 2007 році, коли були замінені генератори через надзвичайно сильну вібрацію. В ході повномасштабної реконструкції були замінені турбіни, і їх сумарна потужність підвищилася до 100 мВт. До серпня 2010 року річне вироблення електроенергії склало 190 млн кВт і стала рекордною з 2006 року. Значну допомогу в ремонті електростанції надав Банк Китаю, який виділив кредит на суму 87 мільйонів доларів США (всього реконструкція обійшлася в 150 мільйонів доларів), проєкт став найбільшим в історії відносин Північної Македоніїєю.